# Accademia Tedesca Roma Villa Massimo
L'Accademia Tedesca Roma Villa Massimo (in tedesco Deutsche Akademie Rom Villa Massimo ), spesso abbreviata semplicemente in Villa Massimo, è un'istituzione governativa tedesca sita a Roma, presso Villa Massimo. L'Accademia è sotto la giurisdizione dell’Incaricato del Governo Federale per la Cultura e i Media e ogni anno assegna il Premio Roma Villa Massimo ai migliori artisti tedeschi o residenti in Germania, consistente in borse di studio per soggiornare dieci mesi presso gli atelier di Villa Massimo.

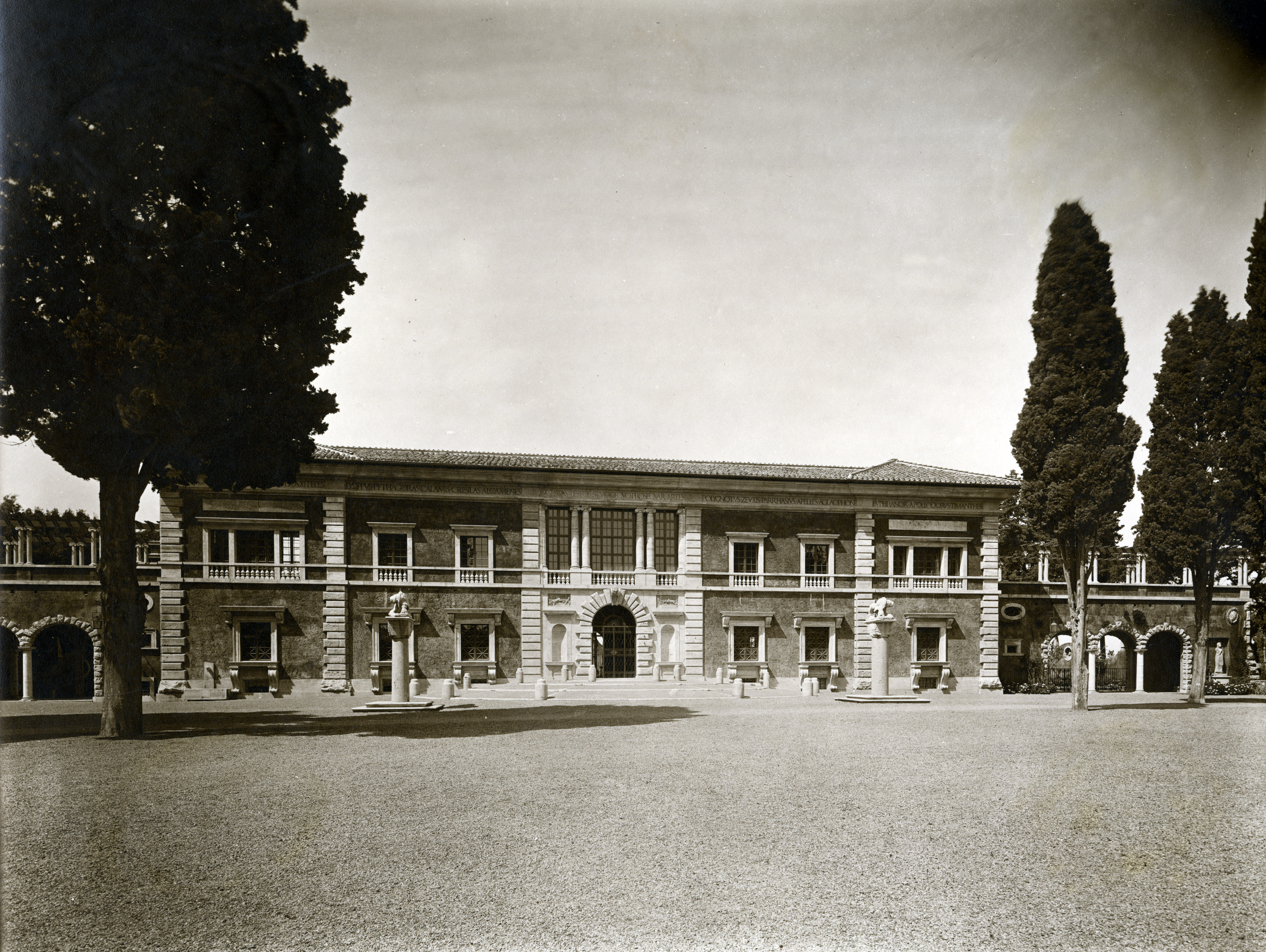
Villa Massimo appena completata nel 1913

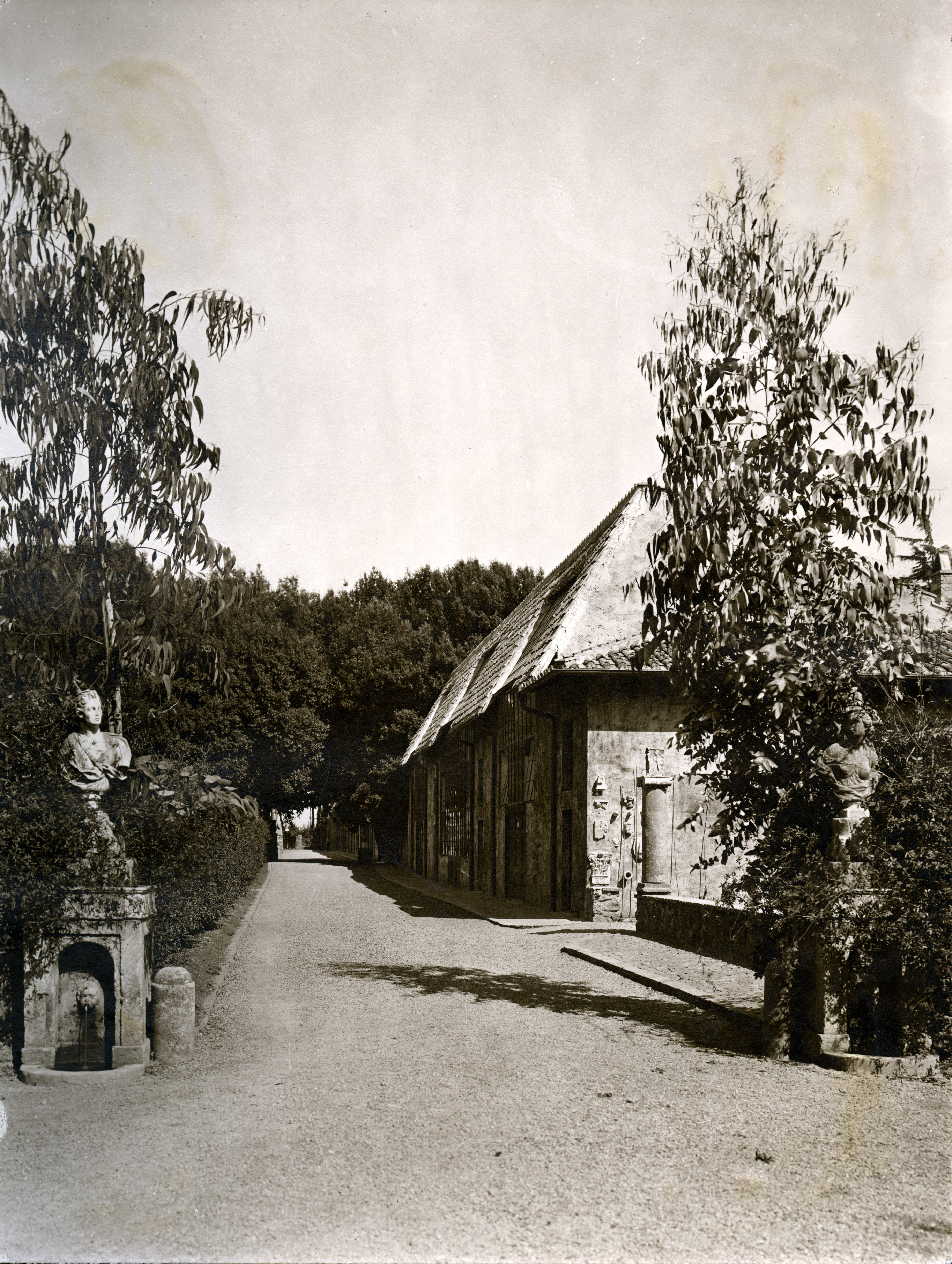
Il Viale degli Atelier con gli alloggi e gli studi degli artisti nel 1913

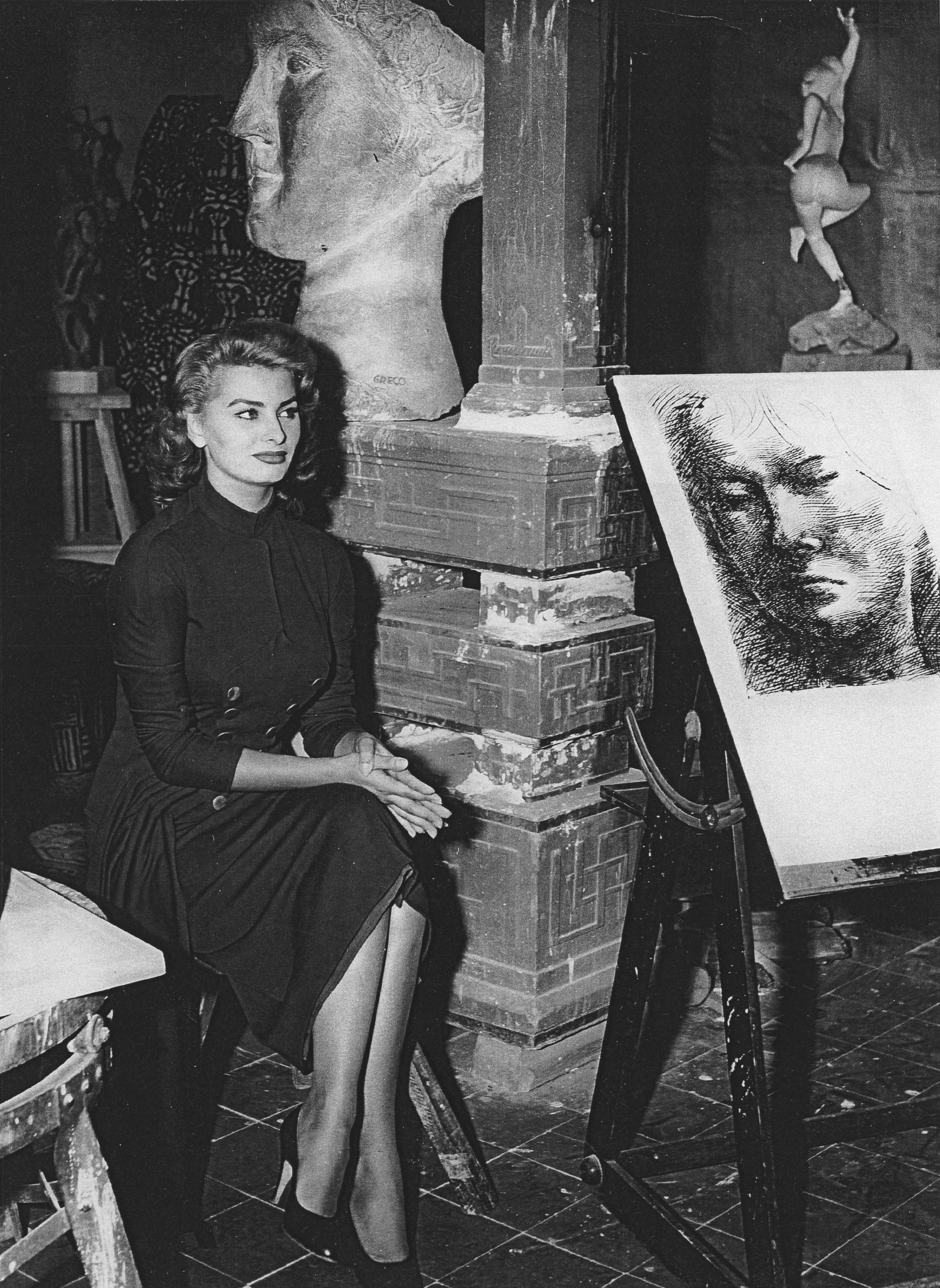
Emilio Greco mentre ritrae Sofia Loren nello studio di Villa Massimo

## Storia
L'imprenditore Eduard Arnhold era un grande collezionista d'arte che in oltre 40 anni raccolse centinaia di importanti opere d'arte sostenendo al tempo stesso artisti e istituzioni d'arte tedeschi. Affascinato dall'Italia, nel 1902 acquistò Villa Bellagio a Fiesole, dove era solito invitare artisti e studiosi. A Firenze iniziò a promuovere le istituzioni culturali sostenendo economicamente le attività di Villa Romana e dell'Istituto Germanico di Storia dell'Arte. Qui iniziò a sviluppare l'idea di una casa per artisti tedeschi a Roma, ispirandosi anche alle già esistenti accademie straniere nella capitale italiana, come l'Accademia di Francia e l'Accademia di Spagna.
Nel 1910 Arnhold acquistò un terreno facente parte dell'allora vasta superficie coltivata di Vigna Massimo, non lontano da via Nomentana. Insieme allo scultore Louis Tuaillon e all'architetto Maximilian Zürcher assunse la direzione dei lavori per la costruzione degli edifici all'interno del grande parco. Nel 1911, prima dell'ultimazione della costruzione della villa, Arnhold donò l'intero immobile al governo prussiano, riservandosi il diritto di alloggio a vita e di coinvolgimento attivo nella scelta dei borsisti che avrebbero alloggiato a Villa Massimo.
Nel 1913 la villa accolse i primi artisti premiati con un soggiorno a Roma in quanto vincitori del Premio Roma Villa Massimo, per la cui selezione venne bandito un concorso dall'Accademia delle Arti di Berlino.
Con lo scoppio della prima guerra mondiale l'Accademia dovette chiudere e nel 1915 fu sequestrata e adibita a ricovero per mutilati di guerra e laboratorio per la realizzazione di protesi ortopediche. La villa fu dissequestrata solo nel 1929 e i criteri di selezione degli artisti residenti vennero modificati e adeguati alle nuove esigenze: se prima gli artisti potevano essere solo giovani di sesso maschile, senza famiglia al seguito, alla fine degli anni 1920 ci fu un ammorbidimento dei criteri: venne alzato il limite di età e furono ammesse le artiste donne (la prima fu Hanna Cauer nel 1930).
Nel 1928 la direzione dell'Accademia passò a Herbert Gericke, marito di una nipote di Eduard Arnhold. Nel 1938, in vista della visita a Roma di Adolf Hitler, Gericke fu costretto a lasciare la carica di direttore dell'Accademia a causa del suo legame con la famiglia ebrea di Arnhold. Nel 1942 Villa Massimo fu destinata a circolo degli ufficiali della Luftwaffe.
Dopo il ritiro delle truppe tedesche da Roma, Villa Massimo rientrò tra i beni sequestrati dal Governo italiano. Palmiro Togliatti, ministro di grazia e giustizia del Regno d'Italia, propose di cedere gli atelier della villa agli artisti che si erano attivati nella Resistenza. Nel secondo dopoguerra Villa Massimo divenne così punto d'incontro di grandi artisti della scena romana come Carla Accardi, Enrico Prampolini, Alberto Moravia, Corrado Maltese e Antonello Trombadori, ma anche Renato Guttuso, Emilio Greco, Leoncillo Leonardi e tanti altri.
Nel 1956 fu siglato l'accordo culturale tra la Repubblica Federale di Germania e la Repubblica Italiana, che aveva come parte integrante la restituzione di Villa Massimo alla Germania. L'Accademia torna dunque in funzione e viene nomitato nuovamente direttore Herbert Gericke. Nel 1957 tornano anche i primi artisti e i criteri di selezione furono ulteriormente modificati, stabilendo che i vincitori del premio dovevano essere artisti con già una carriera affermata alle spalle. Il premio fu allargato anche a scrittori e compositori e fu introdotta la pratica di accogliere ospiti d'onore.
Nel 1965 la direzione dell'Accademia passò a Elisabeth Wolken, figlia di Herbert Gericke, che con il marito Karl Alfred Wolken apportò nuove modifiche alle rigide regole dell'Accademia e del premio. Fu data la possibilità di soggiornare a Villa Massimo anche alle famiglie degli artisti residenti e furono richiesti maggiori finanziamenti per le attività dell'Accademia.
Tra il 1968 e il 1971 Villa Massimo subì un'importante ristrutturazione e modernizzazione: gli appartamenti degli artisti furono adeguati al nuovo uso famigliare e nell'interrato dell'edificio principale furono allestiti uno studio acustico, una camera oscura e una macchina tipografica.
Nel 1985 fu celebrato il settantacinquesimo anniversario di Villa Massimo e nel 1987 Elisabeth Wolken organizzò la prima edizione del Festival di Villa Massimo, il cui programma prevedeva opere di rtisti italiani e tedeschi contemporanei. Questa formula fu adottata dal neonato Romaeuropa Festival, organizzato in collaborazione con le altre accademie straniere a Roma.

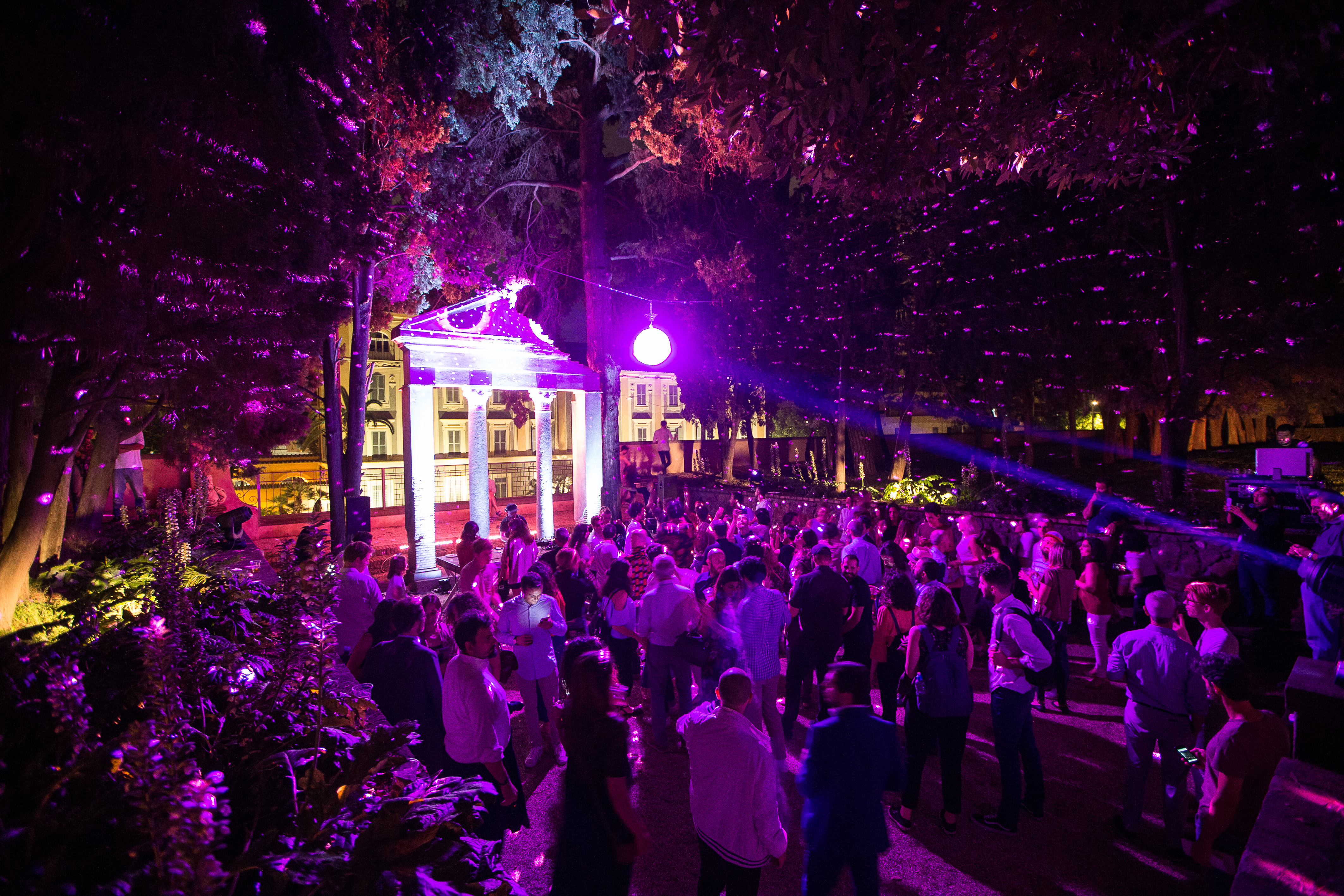
Un evento di musica elettronica organizzato dall'Accademia nel parco di Villa Massimo

Nel 1999 Villa Massimo fu chiusa per tre anni di restauri e nel maggio 2003 fu riaperta al pubblico. Venne nominato quale nuovo direttore lo storico dell'arte Joachim Blüher, che si fissò come obiettivo quello di riportare l'Accademia Tedesca Roma Villa Massimo al vertice della cultura romana.
Due volte all'anno, il 10 giugno e a fine novembre, si tengono le Grandi Serate degli atelier dei borsisti, ovvero serate durante le quali gli atelier vengono aperte al pubblico e ospitano mostre personali degli artisti residenti. Una volta l'anno vengono allestite mostre tematiche.

### Direttori
Prima della prima guerra mondiale non venne nominato nessun direttore. Tra il 1915 e il 1928 Villa Massimo fu sequestrata e di conseguenza l'Accademia interruppe le sue attività. Il primo direttore nominato dopo il dissequestro della villa fu Herbert Gericke.
- 1928-1938: Herbert Gericke[10]
- 1938-1939: Fred Willis[10]
- 1939-1942: la direzione viene affidata al borsista più anziano Hans Stangl
- 1942-1943: l'Aeronautica tedesca occupa l'edificio centrale di Villa Massimo
- 1943-1956: chiusura dell'Accademia Tedesca, amministrazione sequestrativa da parte degli Alleati
- 1956-1965: Herbert Gericke[10]
- 1965-1993: Elisabeth Wolken[10]
- 1993-1999: Jürgen Schilling[10]
- 1999-2002: chiusura dell'Accademia Tedesca a causa di lavori di restauro di Villa Massimo
- 2002-2019: Joachim Blüher[10]
- 2019-in carica: Julia Draganović